# SOS Concorde
Pour plus de détails, voir Fiche technique et Distribution.
SOS Concorde (Concorde Affaire '79) est un film italien réalisé par Ruggero Deodato, sorti en 1979.

## Synopsis
Lors d’un vol d’essai, un prototype de l’avion Concorde tombe à la mer près de La Martinique sans que l'on puisse l'expliquer. Persuadé que l'appareil a été saboté, le journaliste Moses Brody décide de mener l'enquête. 

## Fiche technique
- Titre original : Concorde Affaire '79
- Titre français : SOS Concorde
- Réalisation : Ruggero Deodato
- Scénario : Alberto Fioretti, Ernesto Gastaldi et Renzo Genta
- Photographie : Federico Zanni
- Musique : Stelvio Cipriani
- Production : Mino Loy et Luciano Martino
- Pays d'origine : Italie
- Format : Couleurs - Mono
- Genre : action
- Date de sortie :
  -  Italie : 23 mars 1979
  -  France : 9 mai 1979

## Distribution
- James Franciscus (VF : Philippe Ogouz) : Maurice Brody (Moses en VO)
- Mimsy Farmer (VF : elle-même) : Jean Beneyton
- Venantino Venantini (VF : Edmond Bernard) : Forsythe
- Fiamma Maglione (VF : Jacqueline Cohen) : Nicole Brody
- Edmund Purdom : Danker
- Francisco Charles (VF : Sady Rebbot) : George
- Francesco Carnelutti (VF : Jacques Ferrière) : le copilote , second Concorde
- Ottaviano Dell'Acqua (VF : Joël Martineau) : John, l'homme de main de Forsythe
- Aldo Barberito (VF : Claude d'Yd) : le prêtre, second Concorde
- Roberto Santi (VF : Joël Martineau) : le navigateur, second Concorde
- Maria D'Incoronato (VF : Catherine Lafond) : la femme dans le second Concorde, avec le père barbu
- Renzo Marignano (VF : Jean Berger) : Martinez, le conseiller de Milland
- Renato Cortesi (VF : Patrick Poivey) : Fred, le journaliste
- Alessandra Stordy (VF : Anne Kerylen) : l'hôtesse de l'air, second Concorde
- Walter Toschi (VF : Joël Martineau) : le pilote, premier Concorde
- Monica Scattini (VF : Anne Kerylen) : la femme dans le bureau de Moses
- Renata Zamengo (VF : Jacqueline Cohen) : la mère de la jeune fille, second Concorde
- Van Johnson (VF : Claude Bertrand) : le commandant Scott, pilote du second Concorde
- Joseph Cotten (VF : Jean-Claude Michel) : Milland

Non-crédités :
- Dakar (VF : Jacques Ferrière) : le pêcheur antillais
- Patrick Farrelly (VF : Claude d'Yd) : M. d'Orange (Dole en VO)
- Michael Gaunt (VF : Patrick Poivey) : le contrôleur aérien, à Londres
- Robert Kerman (VF : Bernard Murat) : le chef du contrôle aérien à Londres
- Robert Spafford (VF : René Bériard) : le conseiller principal de Milland
- John Stacy (VF : Jacques Deschamps) : le consul américain
- Jake Teague (VF : Jean-François Laley) : le contrôleur aérien à Londres, premier Concorde